# دان إبرامز
دان إبرامز (بالإنجليزية: Dan Abrams)‏ هو محامي أمريكي، ولد في 20 مايو 1966 في مانهاتن في الولايات المتحدة.

## وصلات خارجية
- الموقع الرسمي
- دان إبرامز على موقع IMDb (الإنجليزية)
- دان إبرامز على موقع إن إن دي بي (الإنجليزية)
- دان إبرامز على موقع قاعدة بيانات الفيلم (الإنجليزية)